# Pedro Pérez Zeledón
Pedro Pérez Zeledón (San José, 4 de enero de 1854 - 31 de mayo de 1930) fue un jurista y diplomático costarricense.

## Biografía
Sus padres fueron Miguel Pérez Zamora y Francisca Zeledón Mora, quien también fue madre de José Rodríguez Zeledón, Presidente de la Corte Suprema de Justicia de 1888 a 1889 y de 1898 a 1902. Casó en primeras nupcias con Vicenta Calvo Mora, hija de Joaquín Bernardo Calvo Rosales, Magistrado de 1840 a 1841, y en segundas con Emilia Calvo Ramírez.
Cursó estudios en la Universidad de Santo Tomás, donde se graduó de licenciado en Leyes. Posteriormente fue profesor en esa universidad y en el Instituto Universitario y la Escuela de Derecho.
Dirigió el periódico El Ciudadano, opositor del gobierno dictatorial de Tomás Guardia Gutiérrez, por lo que en 1880 fue confinado en Santa María de Dota.
Desempeñó numerosos cargos públicos, entre ellos los de secretario de la Legación de Costa Rica en Nicaragua (1885), subsecretario de Hacienda y carteras anexas (1885-1886 y 1886-1887), subsecretario de Guerra y Marina (1886), inspector general de Enseñanza (1886-1887), ministro de Costa Rica en los Estados Unidos y abogado de la República en el litigio con Nicaragua ante el presidente Grover Cleveland (1887-1888), secretario de Gobernación y carteras (1888), Secretario de Relaciones Exteriores y carteras anexas en tres oportunidades (agosto-septiembre de 1888, marzo-mayo de 1892 y 1898-1899), Ministro de Costa Rica en los Estados Unidos y México (1888-1890), Ministro de Costa Rica en Honduras (1890), Agente financiero de Costa Rica en la Gran Bretaña (1891), Secretario de la Comisión de Límites con Nicaragua (1897-1898), Diputado por San José (1904-1902), abogado de Costa Rica en el litigio limítrofe con Panamá ante el presidente de la Corte Suprema de los Estados Unidos (1912-1914), Secretario de Fomento (1919-1920) y Agente confidencial en los Estados Unidos (1919). 
En el ámbito del Poder Judicial fue Secretario de la Corte Suprema de Justicia de Costa Rica, Juez Segundo Civil y de Comercio de San José, Presidente de la Sala Primera de Apelaciones de la Corte Suprema de Justicia y Magistrado interino de la Sala Segunda de Apelaciones (1894). En 1912, mientras se encontraba en Washington defendiendo los intereses nacionales en el litigio arbitral sobre límites con Panamá, fue elegido presidente de la Corte Suprema de Justicia y de la Sala Casación para el período 1912-1916, pero declinó la designación por considerar que su deber era continuar con su labor de abogado de Costa Rica en el arbitraje. En 1920 desempeñó el cargo de Inspector Judicial.
Publicó valiosos estudios jurídicos e históricos. También dedicó gran atención al fomento de la agricultura y al desarrollo de la región sur de la provincia de San José, uno de cuyos cantones lleva hoy el nombre de Pérez Zeledón.